# IBrowse
IBrowse – oparta na Magic User Interface przeglądarka internetowa dla komputerów Amiga. IBrowse został stworzony przez nieistniejącą już firmę Omnipresence. Dystrybucja programu zbliżona była do rozpowszechniania na zasadach shareware. Każdy mógł program pobrać, lecz użytkowanie było ograniczone. Aktywacja zablokowanych funkcji następowała po zakupie licencji oraz wykorzystaniu pliku-klucza. Obecnie jest on nadal rozwijany przez autora, lecz nie jest możliwe jego kupno. Wersja OEM dołączona jest do AmigaOS 4.x.
IBrowse obsługuje HTML w wersji 3.2, częściowo także 4.1, JavaScript, ramki, SSL i inne elementy struktury stron www. Od wersji 2.4 programu wprowadzono również obsługę wtyczek, co dało szansę na rozwój programu niezależnie od głównego drzewa. Pierwszą wtyczką była eksperymentalna obsługa formatu Flash.
IBrowse był jedną z pierwszych przeglądarek, które wprowadziły możliwość przeglądania w kartach – pojawiły się one już w 1999 r., w wersji IBrowse². Jest wysoce konfigurowalny, posiada obsługę typów MIME.